# Hemidactylus echinus
Hemidactylus echinus este o specie de șopârle din genul Hemidactylus, familia Gekkonidae, descrisă de O’shaughnessy 1875. Conform Catalogue of Life specia Hemidactylus echinus nu are subspecii cunoscute.